# Mayland
Mayland är en by och en civil parish i Maldon i Essex i England. Orten har 3 855 invånare (2011).